# 원 유닛 계획
원 유닛 계획(One Unit Scheme)은 동파키스탄과 서파키스탄의 권력 균형을 위해 서파키스탄을 단일행정구역으로 통합하고, 파키스탄의 동부이던 동벵골 지역의 행정 명칭을 동파키스탄으로 바 조치이다. 1970년 여름 원 유닛 계획을 종료하였고, 서파키스탄 지역의 주를 부활시킨 후 1970년 파키스탄 총선을 치르게 되었다.